# Panchaloha

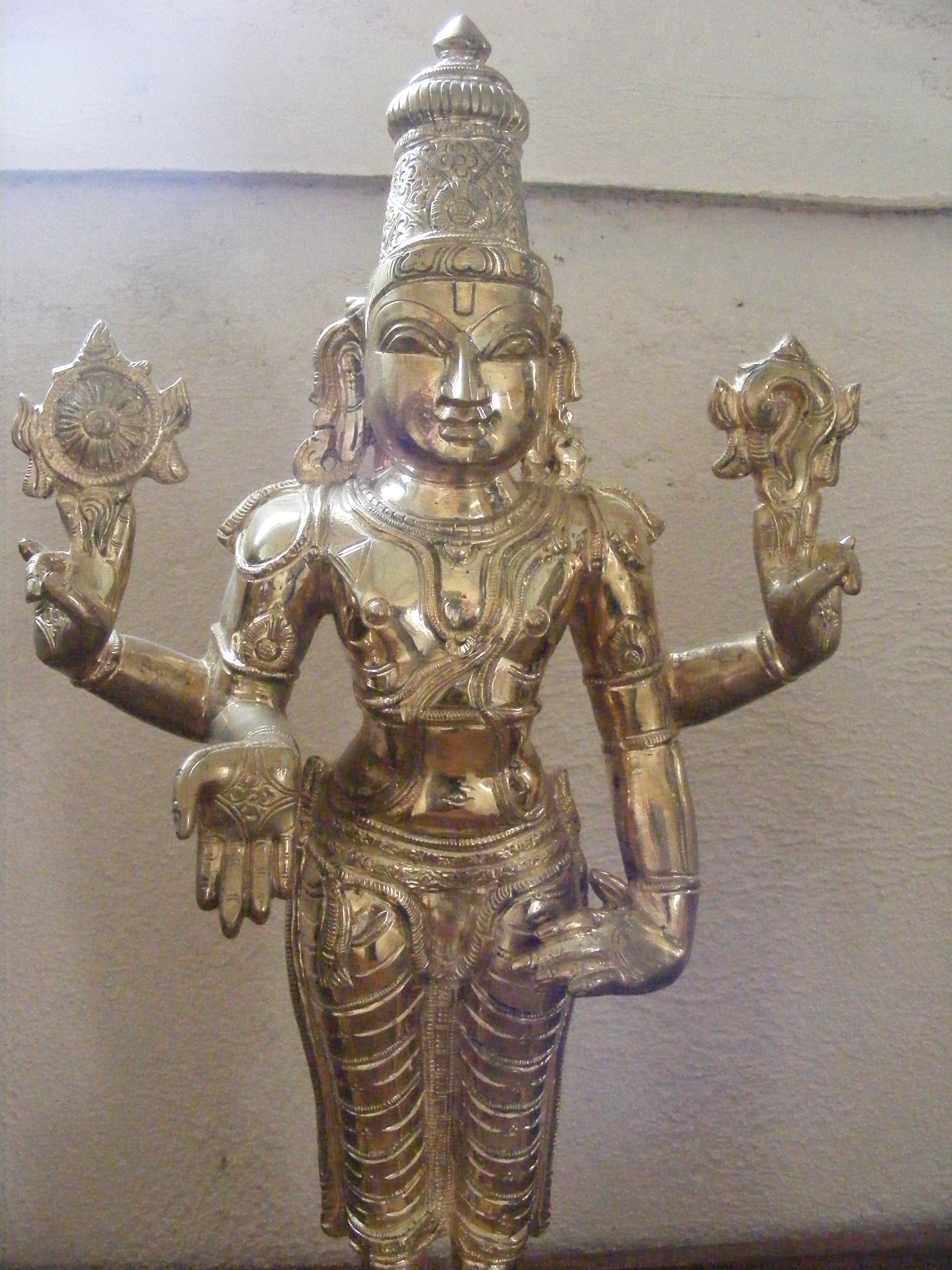
Exemplo de um murti feito de panchaloha.

Panchaloha (Sanskrit: पञ्चलोह;), também denominado Panchadhatu ou Panchdhatu (Sanskrit: पञ्चधातु, lit. cinco metais) é um termo para as tradicionais ligas de cinco metais de importância sagrada, usadas para fazer murtis em templos hindus, além de joalheria.

## Composição
A composição é descrita pelo Shilpa shastras, uma compilação de textos antigos que descrevem artes e ofícios e suas regras, princípios e padrões. Panchaloha é tradicionalmente descrito como uma liga de ouro (Au), prata (Ag), cobre (Cu), zinco (Zn) e ferro (Fe) como os principais constituintes. Em alguns casos o zinco é substituído pelo estanho (Sn) ou pelo chumbo (Pb). Acreditava-se que usar joias compostas com essa liga traria equilíbrio à vida, autoconfiança boa saúde, fortuna, prosperidade e paz de espírito.
Na cultura tibetana, considerava-se auspicioso usar thokcha (ferro meteórico ou siderito) tanto como componente da liga em geral ou para um objeto ou propósito específico. A porcentagem usada podia varia, dependendo da disponibilidade do material e de sua adequação, dentre outras considerações. Uma pequena, simbólica, quantidade de siderito poderia ser adicionada ou poderia ser incluída uma parte significativa na composição da liga.